# Tungvikt i boxning vid olympiska sommarspelen 1976
Resultat från boxning vid olympiska sommarspelen 1976 och herrarnas tungvikt. Boxarna vägde över 81 kg. Tävlingarna arrangerades i Montréal.

## Medaljörer
| Klass    | Guld                     | Silver                  | Brons                                   |
| Tungvikt | Teófilo Stevenson · Kuba | Mircea Simon · Rumänien | John Tate · USA Clarence Hill · Bermuda |

## Resultat

### Första rundan
| Vinnare                  | Resultat      | Förlorare               |
| Första rundan            | Första rundan | Första rundan           |
| ------------------------ | ------------- | ----------------------- |
| Atanas Suvandzhiev (BUL) | WO            | Mahmoud Ahmed Ali (EGY) |
| Viktor Ivanov (URS)      | 3-2           | Jürgen Fanghänel (GDR)  |

### Andra rundan
| Vinnare                  | Resultat     | Förlorare               |
| Andra rundan             | Andra rundan | Andra rundan            |
| ------------------------ | ------------ | ----------------------- |
| John Tate (USA)          | 5-0          | Andrzej Biegalski (POL) |
| Peter Hussing (FRG)      | 5-0          | Lászlo Pakózdi (HUN)    |
| Teófilo Stevenson (CUB)  | KO-2         | Mamadou Drame (SIN)     |
| Pekka Ruokola (FIN)      | WO           | Solomon Ataga (NGR)     |
| Clarence Hill (BER)      | KO-3         | Parviz Badpa (IRN)      |
| Raudy Gauwe (BEL)        | WO           | Eric George (ISV)       |
| Mircea Şimon (ROM)       | 5-0          | Trevor Berbick (JAM)    |
| Atanas Suvandzhiev (BUL) | 4-1          | Viktor Ivanov (URS)     |

### Kvartsfinaler
| Vinnare                 | Resultat      | Förlorare                |
| Kvartsfinaler           | Kvartsfinaler | Kvartsfinaler            |
| ----------------------- | ------------- | ------------------------ |
| John Tate (USA)         | 3-2           | Peter Hussing (FRG)      |
| Teófilo Stevenson (CUB) | KO-1          | Pekka Ruokola (FIN)      |
| Clarence Hill (BER)     | 5-0           | Raudy Gauwe (BEL)        |
| Mircea Şimon (ROM)      | 4-1           | Atanas Suvandzhiev (BUL) |

### Semifinaler
| Vinnare                 | Resultat    | Förlorare           |
| Semifinaler             | Semifinaler | Semifinaler         |
| ----------------------- | ----------- | ------------------- |
| Teófilo Stevenson (CUB) | KO-1        | John Tate (USA)     |
| Mircea Şimon (ROM)      | 5-0         | Clarence Hill (BER) |

### Final
| Vinnare                 | Resultat | Förlorare          |
| Final                   | Final    | Final              |
| ----------------------- | -------- | ------------------ |
| Teófilo Stevenson (CUB) | AB-3     | Mircea Şimon (ROM) |